# Jermaine Esprit
Jermaine Esprit (Willemstad, 10 november 1979) is een Nederlandse honkballer en oud-atleet.
Esprit, een rechtshandige rechtsvelder, begon op vijftienjarige leeftijd met honkbal. Daarvoor deed hij aan voetbal, atletiek, zwemmen en tafeltennis. Toen zijn neef een profcontract in Amerika kreeg aangeboden besloot hij zelf ook met honkbal te beginnen. Hij bleek zeer getalenteerd want kreeg al na twee jaar zelf een profcontract in Amerika aangeboden. Hij speelde vijf jaar voor de organisatie van de Cleveland Indians. Eerst werd hij geplaatst in Venezuela waar hij uitkwam voor een farmteam van de Indians en daarna speelde hij in de Verenigde Staten voor diverse teams van de organisatie. In 2002 werd hij naar Nederland gehaald door de vereniging Almere'90 waar hij een seizoen voor uitkwam. Daarna speelde hij een seizoen voor ADO in Den Haag en twee seizoenen voor Kinheim in Haarlem. Tijdens zijn periode in Den Haag was hij ook landelijk actief als atleet op de sprintafstanden. Zijn persoonlijk record op de honderd meter dateert van 1998 en staat op 10.47. Hierna keerde hij terug naar ADO waar hij twee seizoenen speelde, in 2008 uitkwam voor HCAW en in 2009 weer voor ADO. Esprit kwam uit voor het Nederlands honkbalteam tijdens de Intercontinental Cup die in 2002 op Cuba. Hij werd tijdens het toernooi door bondscoach Robert Eenhoorn in twee wedstrijden gebruikt als pinch-runner waardoor hij zelf niet aan slag kwam maar wel eenmaal wist te scoren. Esprit studeert sportmanagement aan de Haagse Hogeschool.